# Marion County (Illinois)
Marion County is een county in de Amerikaanse staat Illinois.
De county heeft een landoppervlakte van 1.482 km² en telt 41.691 inwoners (volkstelling 2000). De hoofdplaats is Salem.

## Bevolkingsontwikkeling

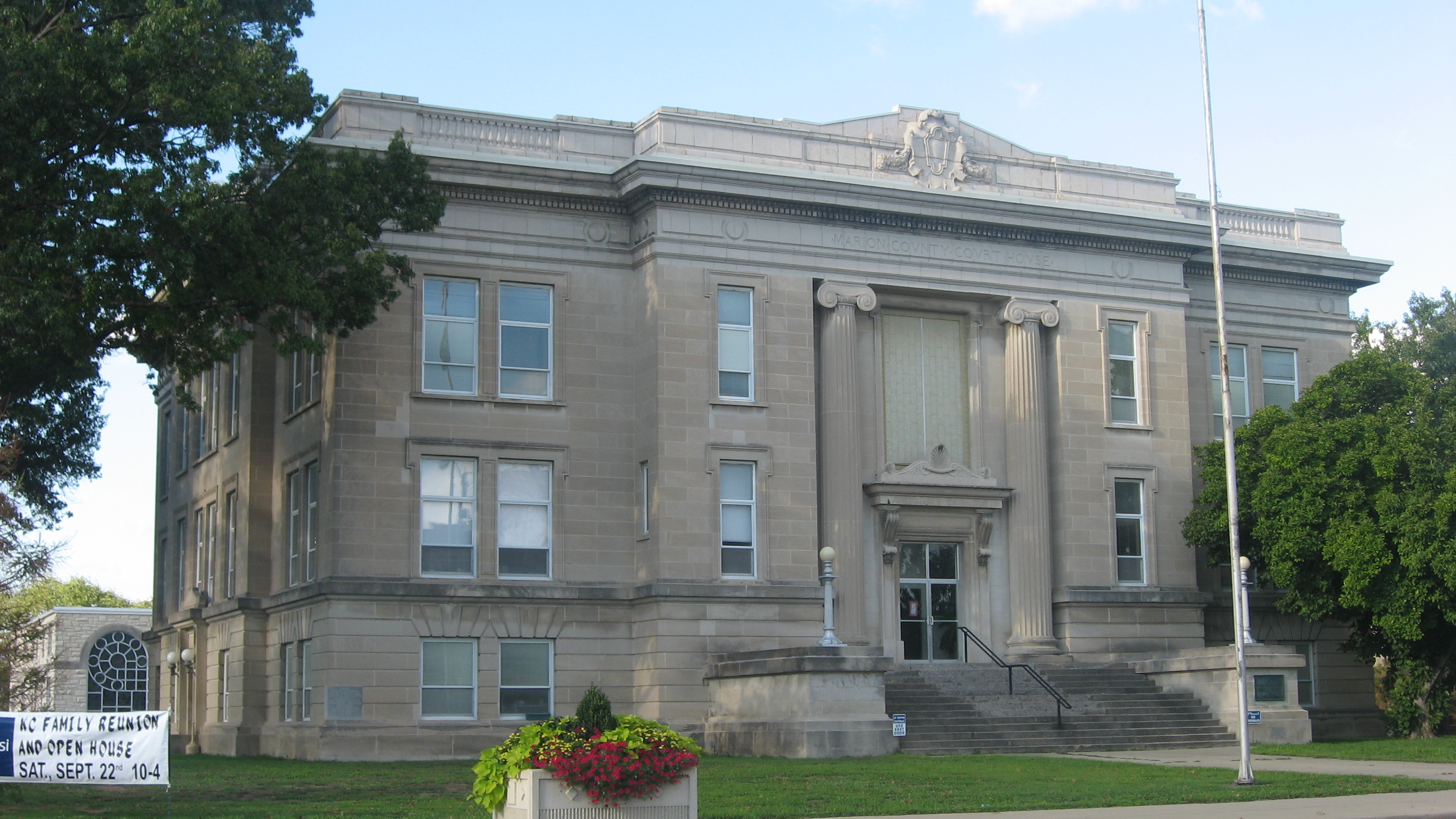
Marion County Courthouse